# Imbribryum miniatum
Imbribryum miniatum là một loài Rêu trong họ Bryaceae. Loài này được (Lesq.) J.R. Spence mô tả khoa học đầu tiên năm 2007.